# Bänderbrust-Zaunkönig
Der Bänderbrust-Zaunkönig (Pheugopedius sclateri) oder Pünktchenbrust-Zaunkönig ist eine Vogelart aus der Familie der Zaunkönige (Troglodytidae), die in Kolumbien, Ecuador und Peru verbreitet ist. Der Bestand wird von der IUCN als nicht gefährdet (Least Concern) eingeschätzt.

## Merkmale
Der Bänderbrust-Zaunkönig erreicht eine Körperlänge von etwa 14,5 bis 15,5 cm bei einem Gewicht von ca. 20,0 g. Er hat einen schmalen weißen Überaugenstreif mit dunklem Augenstreif hinter dem Auge. Die Gesichtsseiten bis zum Nacken sind schwarz und weiß gesprenkelt. Der Oberkopf ist rötlich braun, der Rücken und der Bürzel mittelbraun. Die Handschwingen und die Armschwingen sind olivbraun mit sehr undeutlichen unauffälligen dunkleren Streifen. Die Steuerfedern haben graue und matt schwarze Binden. Vom Kinn bis zum Oberbauch ist er mit feinen schwarzen und weißen Streifen verziert. Diese werden am Hinterbauch und den Flanken breiter und unschärfer und wirken teils gelbbraun ausgewaschen. Die Augen sind rötlich braun, der Oberschnabel dunkelbraun, der Unterschnabel grau und die Beine dunkel schieferfarben.  Beide Geschlechter ähneln sich. Jungtiere ähneln ausgewachsenen Vögeln, haben aber an der Unterseite nicht ganz bis an den Bauch Markierungen. Die Iris ist bei ihnen braun.

## Verhalten und Ernährung
Es liegen keine Daten zur Nahrung des Bänderbrust-Zaunkönigs vor, doch wird vermutet, dass er sich ausschließlich von Wirbellosen ernährt. Sein Futter sucht er im Unterholz, meist in Paaren. Gelegentlich mischt er sich unter Gruppen von Ameisenvögeln.

## Lautäußerungen
Der Gesang des Bänderbrust-Zaunkönigs besteht aus einer Serie schneller, wiederholter Phrasen und HIU tu-siWHIT-Lauten, die mit vip SI-terWIO-Lauten beantwortet werden. Sein Ruf beinhaltet auch ein musikalisches Getriller, das wie tri’i’i’i’i’i’i’ klingt. Dieses erinnert an das Geräusch, das entsteht, wenn man mit seinem Fingernagel über einen Kamm streicht.

## Fortpflanzung
Daten zur Brutbiologie des Bänderbrust-Zaunkönigs liegen nicht vor.

## Verbreitung und Lebensraum

Verbreitungsgebiet (grün) des Bänderbrust-Zaunkönigs

Der Bänderbrust-Zaunkönig bevorzugt Dickicht und Unterholz in trockenen Wäldern in Höhenlagen bis ca. 1600 Metern.

## Migration
Es wird vermutet, dass der Bänderbrust-Zaunkönig ein Standvogel ist.

## Unterarten
Es sind drei Unterarten bekannt.
- Pheugopedius sclateri columbianus Chapman, 1924[3] kommt im Westen Kolumbiens vor. Die Kehle und die Brust der Unterart sind weniger gestreift, als in der Nominatform. Die Seiten und Flanken sind gelbbraun bis braun. Die Oberseite wirkt eher olivbraun und weniger rötlich.[3]
- Pheugopedius sclateri paucimaculatus (Sharpe, 1882)[4] ist im Westen Ecuadors verbreitet. Die Subspezies ist auf der Oberseite eher rötlich braun, wobei der Kopf eher rötlich wirkt. Die Flügeldecken sind farblich wie der Rücken.[4]
- Pheugopedius sclateri sclateri (Taczanowski, 1879)[5] kommt im Süden Ecuadors und dem Norden Perus vor.

Das Handbook of the Birds of the World sieht alle Unterarten als Synonym zu Nominatform und die Art gilt als monotypisch.

## Etymologie und Forschungsgeschichte
Die Erstbeschreibung des Bänderbrust-Zaunkönigs erfolgte 1879 durch Władysław Taczanowski unter dem wissenschaftlichen Namen Thryothorus sclateri. Das Typusexemplar wurde von Jan Sztolcman und Konstanty Roman Jelski bei Guajángo gesammelt. Bereits 1851 führte Jean Louis Cabanis die für die Wissenschaft neue Gattung Pheugopedius ein. Dieser Name leitet sich von »pheugō φευγω« für »meiden, fliehen« und »pedion, pedon πεδιον, πεδον« für »offenes Land, Boden« ab. Der Artname »sclateri« ist Philip Lutley Sclater gewidmet. »Columbianus« bezieht sich auf das Land Kolumbien. »Paucimaculatus« ist ein lateinisches Wortgebilde aus »paucus, pauci« für »klein, wenig« und »maculatus, maculare, macula« für »gepunktet, gepunktet sein, Fleck, Punkt«.